# 웨타 FX
웨타 FX(Weta FX)는 뉴질랜드 웰링턴에 위치한 디지털 시각 효과 기업이다. 1993년 《천상의 피조물》의 디지털 특수 효과를 만들기 위해 피터 잭슨, 리처드 테일러, 재미 셀커크에 의해 설립되었다. 2007년에 웨타 디지털의 수석 시각 효과 감독 조 레터리 또한 이 회사의 감독으로 지명되었다. 웨타 디지털은 여러 아카데미상과 영국 영화 텔레비전 예술 아카데미(BAFTA)를 받았다. 2021년 9월 시각효과 도구 개발 부문을 분사해 16억 달러에 유니티 소프트웨어에 매각하였으며, 나머지 부분을 웨타FX로 상호를 변경하였다. 인수는 2021년 12월에 완료되었다 .
웨타 디지털은 웨타 워크숍, 웨타 프로덕션스, 웨타 컬렉터블스, 파크 로드 포스트 프로덕션을 포함한 수많은 피터 잭슨 공동 소유 기업들의 일부이다.
이 기업은 세계에서 가장 큰 곤충들 가운데 하나인 뉴질랜드의 웨타의 이름을 따서 지어졌다.
대표작으로는 반지의제왕, 킹콩, 아바타 등이 있다.

## 시각 효과를 사용한 영화 및 텔레비전 프로그램
- 천상의 피조물 (1994)
- 콘택트 (1997)
- 반지의 제왕: 반지 원정대 (2001)
- 반지의 제왕: 두 개의 탑 (2002)
- 반지의 제왕: 왕의 귀환 (2003)
- 반 헬싱 (2004)
- 아이, 로봇 (2004)
- 킹콩 (2005)
- 엑스맨: 최후의 전쟁 (2006)
- 에라곤 (2006)
- 비밀의 숲 테라비시아 (2007)
- 판타스틱 4: 실버 서퍼의 위협 (2007)
- 써티 데이즈 오브 나이트 (2007)
- 점퍼 (2008)
- 나니아 연대기: 캐스피언 왕자 (2008)
- 디스트릭트 9 (2009)
- 러블리 본즈 (2009)
- 아바타 (2009)
- A-특공대 (2010)
- 프레데터스 (2010)
- 걸리버 여행기 (2010)
- 엑스맨: 퍼스트 클래스 (2011)
- 혹성탈출: 진화의 시작 (2011)
- 틴틴: 유니콘호의 비밀 (2011)
- 어벤져스 (2012)
- 프로메테우스 (2012)
- 링컨: 뱀파이어 헌터 (2012)
- 호빗: 뜻밖의 여정 (2012)
- 맨 오브 스틸 (2013)[9]
- 아이언맨 3 (2013)[10]
- 더 울버린 (2013)
- 헝거 게임: 캣칭 파이어 (2013)
- 호빗: 스마우그의 폐허 (2013)
- 고질라 (2014)
- 혹성탈출: 반격의 서막 (2014)
- 호빗: 다섯 군대 전투 (2014)
- 채피 (2015)
- 분노의 질주: 더 세븐 (2015)
- 파나스틱 4 (2015)[11]
- 메이즈 러너: 스코치 트라이얼 (2015)
- 헝거 게임: 더 파이널 (2015)
- 앨빈과 슈퍼밴드: 악동 어드벤처 (2015)
- 데드풀 (2016)
- 배트맨 대 슈퍼맨: 저스티스의 시작 (2016)
- 정글북 (2016)
- 센트럴 인텔리전스 (2016)
- 인디펜던스 데이: 리써전스 (2016)
- 마이 리틀 자이언트 (2016)
- 피터와 드래곤 (2016)
- 가디언즈 오브 갤럭시 VOL. 2 (2017)
- 혹성탈출: 종의 전쟁 (2017)
- 발레리안: 천 개 행성의 도시 (2017)
- 저스티스 리그 (2017)
- 알리타: 배틀 엔젤 (2018)

## 같이 보기
- ILM
- D2
- MPC